# Очарованный странник (фильм, 1990)
«Очарованный странник» — советский художественный фильм, экранизация одноимённой повести Н. С. Лескова.
Последний фильм режиссёра Ирины Поплавской.

## Сюжет
Среди пассажиров парохода зашёл разговор о подвижниках и праведниках. Один из пассажиров, Иван Северьянович Флягин, считая себя большим грешником, «для покаяния и очищения души» рассказывает пассажирам про свою жизнь.
После трагической гибели отца Иван стал служить конюхом и кучером у графа. Как-то раз, желая отомстить хозяйской кошке, съевшей голубят у него на конюшне, он отрубает ей хвост. Об этом становится известно господам, в наказание Иван был жестоко выпорот и изгнан с конюшни и из графских кучеров. Отлучённый от любимого дела, Иван переживает душевный кризис и даже совершает неудачную попытку самоубийства. Решив сбежать от хозяев, по наущению цыгана он уводит из конюшни двух лучших лошадей.
Убив в ходе состязания «наперепор» (попеременные удары друг друга камчой (кнутом) по спине) своего соперника, Иван прячется от полиции у кочевников, становясь их пленником на 11 лет. Заезжие русские миссионеры оставляют мольбу Ивана об освобождении из плена без внимания. Наконец во время степного пожара ему удаётся сбежать от кочевников, без сожаления оставив несколько своих жён и детей. По возвращении в имение местный священник отлучает его от церкви, как прожившего много лет у басурман и вынужденного многоженца. Старый набожный граф не желает видеть отлучённого от церкви возле себя.
Покинув имение, однажды на ярмарке Иван поражает своим знанием лошадей одного князя, и тот принимает его на службу конюхом. Во время пьяного загула у цыган, прельстившись красотой цыганки Груши, Иван тратит большую сумму казённых денег, но князь прощает его, поскольку сам влюблён в красавицу Грушу и потратил на неё куда как больше. Поддавшись уговорам князя, Груша поселяется у него, но вскоре наскучивает князю, и тот её оставляет. Покинутая и униженная Груша берёт с Ивана клятву исполнить её просьбу и требует убить её. Иван исполняет свою клятву.
Опустошённый и потерявший смысл жизни Иван соглашается идти в солдаты вместо первого встречного. Он прослужил 15 лет, воевал на Кавказе, дослужился до офицера и вышел в отставку. Когда-то в молодости Иван убил монаха по неосторожности, монах явился ему после смерти и предсказал судьбу, что его жизнь обещана его матерью Богу. После всех своих скитаний Иван исполняет предсказание монаха — уходит в монастырь.

## В ролях
- Александр Михайлов — Иван Северьянович Флягин
- Вася Кривун — Иван в детстве
- Андрей Ростоцкий — князь
- Лидия Вележева — Груша
- Ольга Остроумова — Евгения Семёновна
- Валерий Носик — магнетизёр
- Майя Булгакова — Сердюкова
- Ирина Скобцева — графиня
- Елизавета Никищихина — горничная графини
- Спартак Мишулин — цыган
- Леонид Куравлёв — мужик
- Юрий Медведев — судья
- Леонид Кулагин — барин
- Юрий Катин-Ярцев — монах
- Татьяна Панкова — Татьяна Яковлевна, няня
- Болот Бейшеналиев — старый татарин
- Борис Клюев — граф
- Асанбек (Арсен) Умуралиев — хан Джангар
- Дюйшен Байтобетов — Савакирей
- Ашир Чокубаев — Бакшей Отучев
- Владимир Фролов — покупатель
- Виктор Крючков — медник Антон
- Пётр Кононыхин — покупатель
- Дмитрий Бузылёв — цыган
- Андрей Щукин — трактирщик
- Дуфуня Вишневский — цыган
- Владимир Фирсов — балалаечник
- Ашир Чокубаев — Бакшей Отучев
- Каскадёр: Игорь Новоселов (в титрах Н.Новоселов)

В съемках принимали также деятельное участие актёры Историко-этнографического театра.

## Награды
- 1992 — МКФ славянских и православных народов «Золотой Витязь» — Александр Михайлов (лучшая мужская роль)

## Съёмки
- Фильм снимался в Саратовской области, в городе Хвалынске.[3] Выбору реквизита придавалось огромное значение, так, пролетка конца XIX века, которая использовалась на съемках, сейчас находится в Этнографическом музее «Деревенское подворье», относящемуся к Национальному парку Хвалынский.[4]
- Исполнитель главной роли Александр Михайлов особо выделяет этот фильм в своей фильмографии из более чем 70 фильмов, называя его своим любимым фильмом.[5][6]
- Актёр Виктор Крючков, сыгравший роль медника Антона, также особо выделял этот фильм. В 1991 году он приступил к строительству деревянного храма в деревне Зараменье Тверской области и в дальнейшем стал священником.[7]
- По словам Михайлова, при съёмках эпизода порки актёры, добиваясь правдивости ощущений, по-настоящему бились плётками[6].
- В телевизионном варианте фильма присутствовал эпизод Кавказской войны, когда главный герой спасает своё подразделение и получает награду — крест, но из художественного фильма этот момент был вырезан[6].